# Agar sang

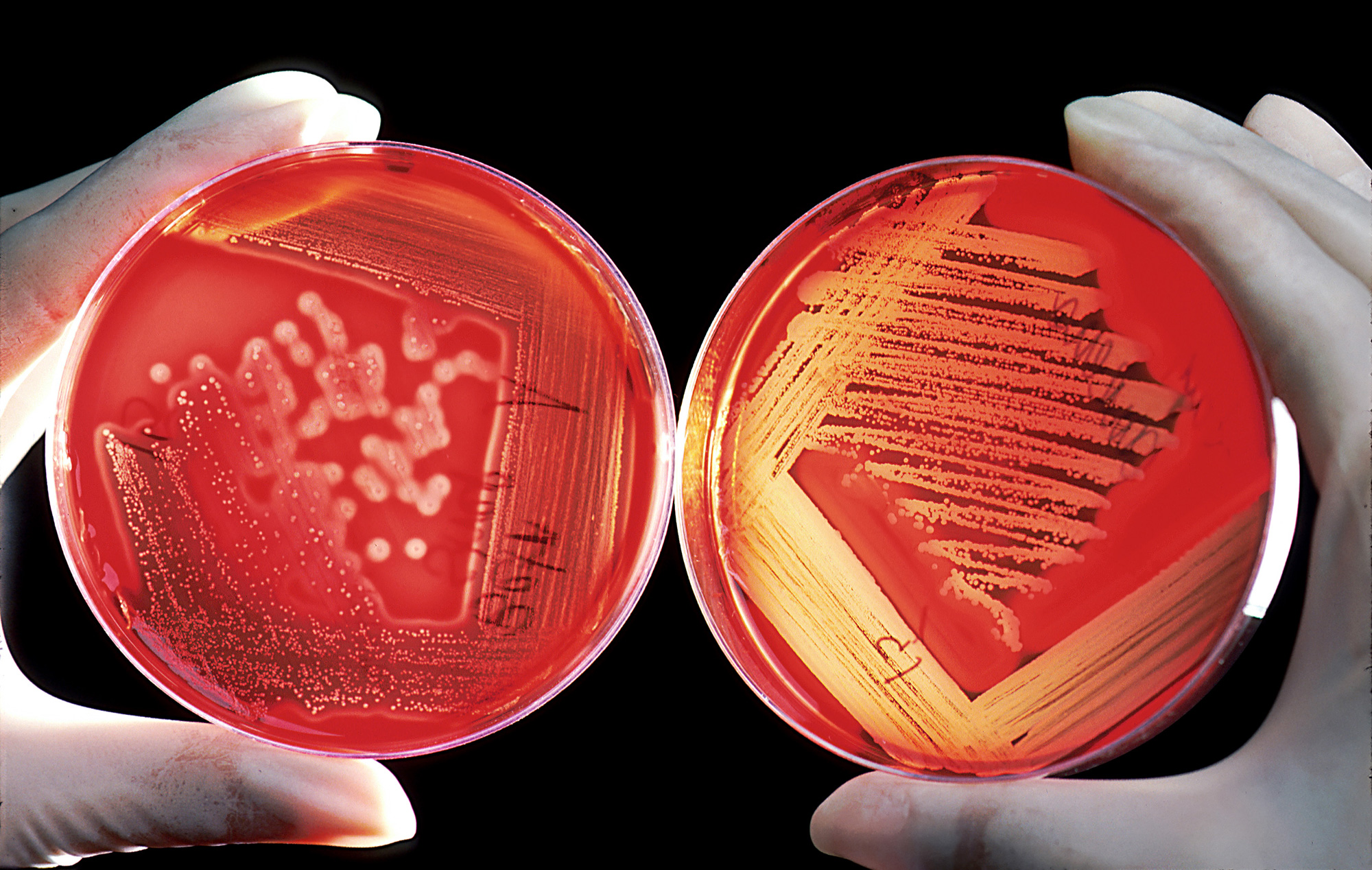
Dues plaques d'agar sang. A l'esquerra hi ha una infecció per estafilococ, a la dreta un cultiu positiu d'estreptococ.

L'agar sang és una combinació d'un agar base (agar nutritiu) amb l'agregat de 5% de sang ovina, també pot usar-se sang humana, per a cultius en una placa d'Agar. L'agar sang aporta molts factors d'enriquiment. S'usa també per veure la capacitat hemolítica dels microorganismes patògens (Que és un factor de virulència). Observant els halos hemolítics al voltant de les colònies es determina el tipus d'hemòlisi que posseeix: 
- alfa: halos verdosos (hemòlisi parcial)
- beta: halos incolors (hemòlisi total)
- gamma: inexistència d'halos. (sense hemòlisi)